# Xoliswa Sithole

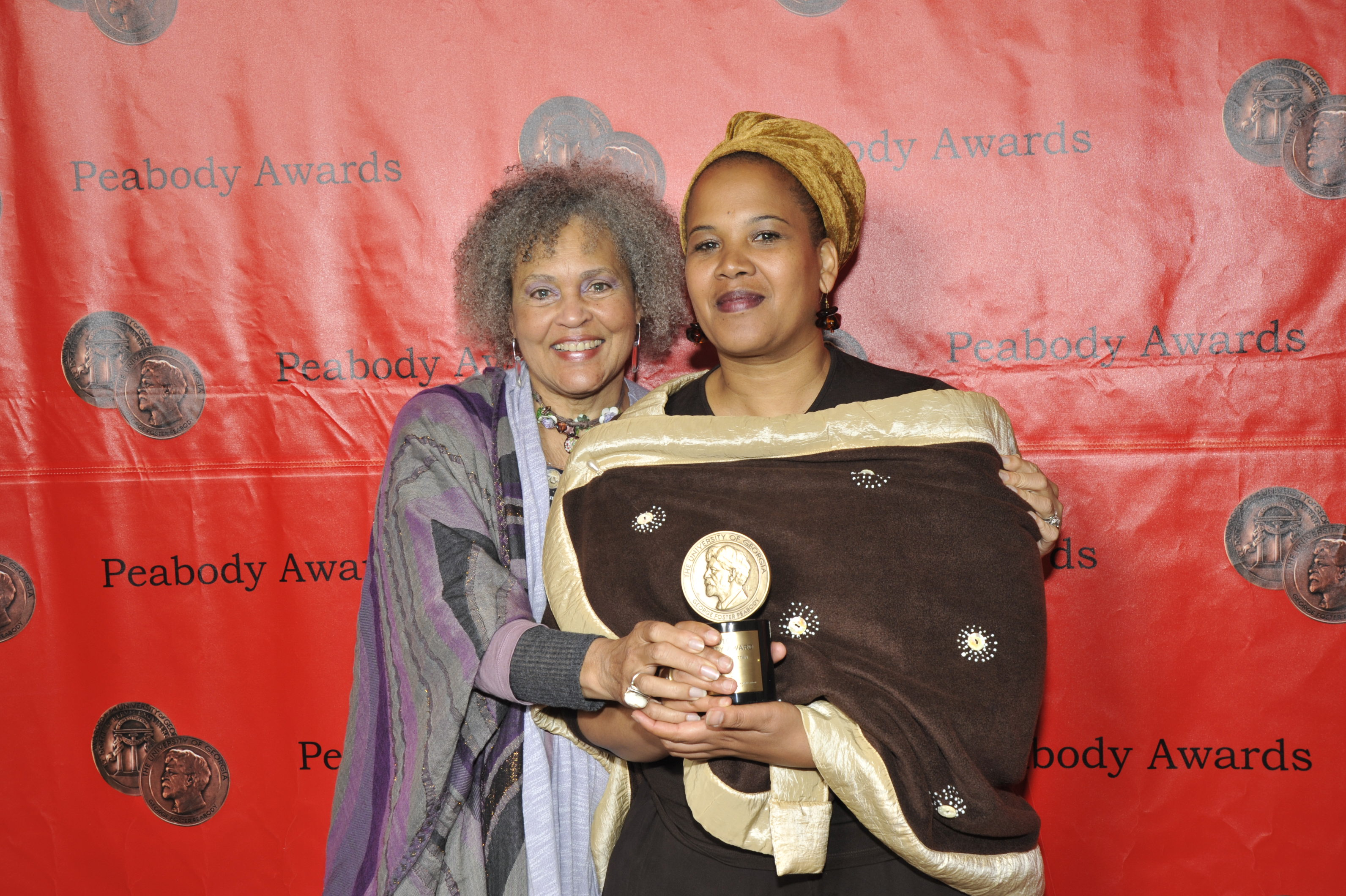
Charlayne Hunter-Gault và Xoliswa Sithole, tại Lễ trao giải Peabody, tháng 5 năm 2011.

Xoliswa Sithole (sinh năm 1967) là một nhà làm phim tài liệu và nữ diễn viên Nam Phi, lớn lên ở Zimbabwe. Cô đã giành được giải thưởng Peabody Award vào năm 2010 cho bộ phim tài liệu Zimbabwe's Forgotten Children.

## Cuộc đời
Xoliswa Sithole sinh ra ở Nam Phi và lớn lên ở Zimbabwe sau năm 1970. Mẹ cô qua đời vì biến chứng liên quan đến HIV/AIDS trong năm 1995. Người anh em họ của cha dượng, Ndabaningi Sithole, là người sáng lập Liên minh quốc gia châu Phi Zimbabwe (ZANU), và luật sư và chính trị gia bị ám sát Edison Sithole (1935-1975) là em họ của cô
. Cô nhận bằng cử nhân tiếng Anh từ Đại học Zimbabwe năm 1987. 

## Sự nghiệp
Là một nhà làm phim tài liệu, Xoliswa Sithole lên kịch bản và đóng vai chính trong bộ phim Shouting Silent (2002, 2011),  (năm 2002, 2011), nói về những trải nghiệm của gia đình cô với căn bệnh HIV/AIDS
 và đạo diễn của Zimbabwe's Forgotten Children (2010). Zimbabwe's Forgotten Children đoạt giải Peabody năm 2010. Sithole là nhà sản xuất đối tác trên The Orphans of Nkandla (2004), giúp cô trở thành người phụ nữ Nam Phi đầu tiên giành được giải BAFTA. Phim của cô thường xuyên xuất hiện trên các chương trình tại Liên hoan phim châu Phi New York, và các liên hoan phim quốc tế khác. Năm 1999, cô là đại sứ Nam Phi tại Liên hoan phim Cannes.
Sithole sản xuất South Africa from Triumph to Transition and Mandela cho CNN Prime Time, và series phim truyền hình Nam Phi Real Lives. Các dự án phim và truyền hình khác của Sithole bao gồm Child of the Revolution (2005-2015), The First South African, Return to Zimbabwe, Martine and Thandeka (2009), South Africa's Lost Girls, and The Fall (2016). "Tôi chỉ có một ham muốn trong cuộc đời
" cô nói với phỏng vấn viên Audrey McCluskey, "Chỉ một ham muốn – là tạo ra những thước phim thay đổi thế giới
."
Sithole cũng xuất hiện trong các vai diễn ở các bộ phim Cry Freedom (1987), Mandela (1987, phim truyền hình), Fools, và Chikin Biznis.